# Сурепка сжатая
Суре́пка сжа́тая, или прижа́тая, или прямая, или Суре́пица пряма́я (лат. Barbaréa strícta) — двулетнее травянистое растение; вид рода Сурепка семейства Капустные (Brassicaceae).

## Ботаническое описание[1][3]
Жизненная форма — гемикриптофит.

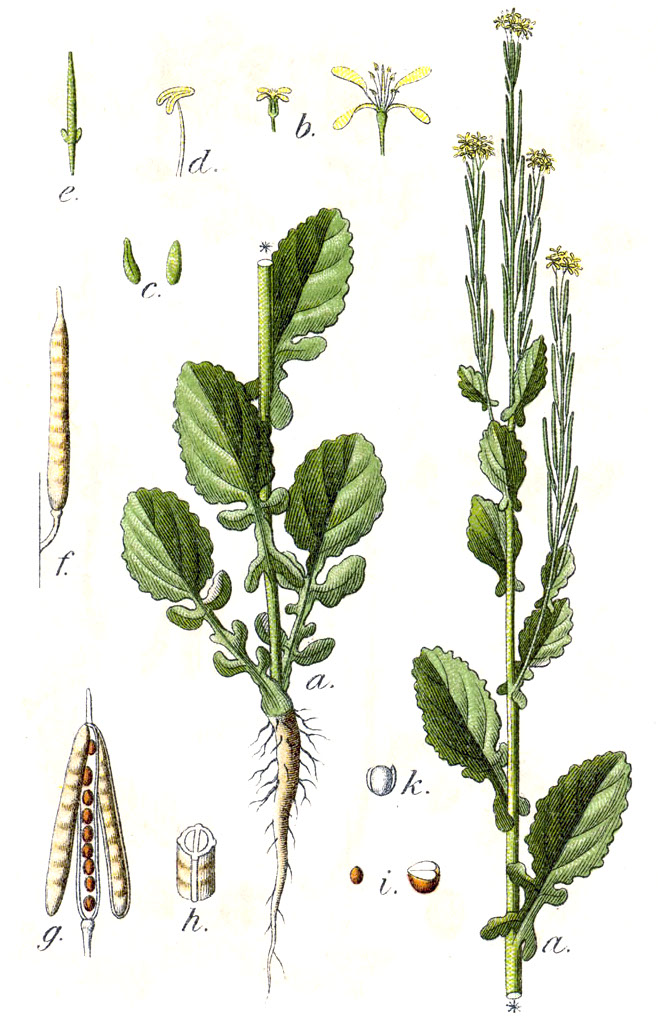
Сурепка сжатая.

Двулетнее растение высотой от 30 до 100 см. Стебель голый, прямой, в верхней части ветвистый.
Листья при основании со стеблеобъемлющими прилистниками (ушками); нижние — черешковые, лировидные из 2—6 листочков: конечный — крупный, продолговато-овальный, выемчато-городчатый; средние и верхние листья сидячие, прижатые к стеблю, лировидно надрезанные или выемчато-крупнозубчатые.
Соцветие верхушечное очень густое (сжатая кисть), при плодах значительно удлиняющиеся. Венчик светло-жёлтый, немного длиннее чашечки (около 4 мм). Ветви с цветочными кистями мало отклонены от стебля. Рыльце почти сидячее. Цветёт в мае—июне.
Плоды прямые прямостоячие стручки, прижатые к оси соцветия, длиной 2—3,5 см. Семена бурые, длиной 1,4 мм, шириной 1 мм. В европейской части России плодоносит в июне—июле.
Число хромосом 2n = 14, 16, 18.

## Распространение и экология
Распространена в Европе, на Кавказе и в Средней Азии, кроме того, была занесена в Северную Америку и Австралию.
В России встречается в европейской части и по всей Сибири.
Растёт на влажных местах: на пойменных лугах, полях, по берегам водоёмов, изредка в воде, как сорное вблизи жилья, на железнодорожных насыпях.

## Значение и применение
Съедобное растение: молодые листья употребляют в пищу в сыром (салаты) и варёном виде (супы).

## Классификация

### Таксономия[4]
Barbarea stricta  Andrz., 1821, Enum. Pl. Volh. : 72
Вид Сурепка сжатая относится к роду Сурепка  (Barbarea) семейства Капустные (Brassicaceae) порядка Капустоцветные (Brassicales). Кладограмма в соответствии с Системой APG IV по состоянию на июнь 2023 года:
|  |                                      |  |                                   |                                   |                     |  | ещё 16 семейств | ещё 16 семейств |                |  |  |  | еще 30 подтвержденных видов и 8 таксонов, ожидающих подтверждения |
|  |                                      |  |                                   |                                   |                     |  | ещё 16 семейств | ещё 16 семейств |                |  |  |  | еще 30 подтвержденных видов и 8 таксонов, ожидающих подтверждения |
|  |                                      |  |                                   | порядок Капустоцветные            |                     |  |                 |                 | род Сурепка    |  |  |  |                                                                   |
|  |                                      |  |                                   | порядок Капустоцветные            |                     |  |                 |                 | род Сурепка    |  |  |  |                                                                   |
|  | отдел Цветковые, или Покрытосеменные |  |                                   |                                   | семейство Капустные |  |                 |                 | Сурепка сжатая |  |  |  |                                                                   |
|  | отдел Цветковые, или Покрытосеменные |  |                                   |                                   | семейство Капустные |  |                 |                 |                |  |  |  |                                                                   |
|  |                                      |  | ещё 63 порядка цветковых растений | ещё 63 порядка цветковых растений |                     |  |                 | ещё 354 рода    | ещё 354 рода   |  |  |  |                                                                   |
|  |                                      |  |                                   | ещё 63 порядка цветковых растений |                     |  |                 |                 | ещё 354 рода   |  |  |  |                                                                   |

### Синонимы
- Barbarea barbarea var. stricta MacMill.
- Barbarea palustris  Hegetschw.
- Barbarea parviflora  Fr.
- Barbarea planisiliqua  C.A.Mey.
- Barbarea vulgaris var. stricta (Andrz. ex Besser) A.Gray
- Barbarea vulgaris var. stricta Regel
- Campe planisiliqua  A.Heller
- Campe stricta  W.Wight
- Crucifera stricta  E.H.L.Krause